# António Freitas Parada

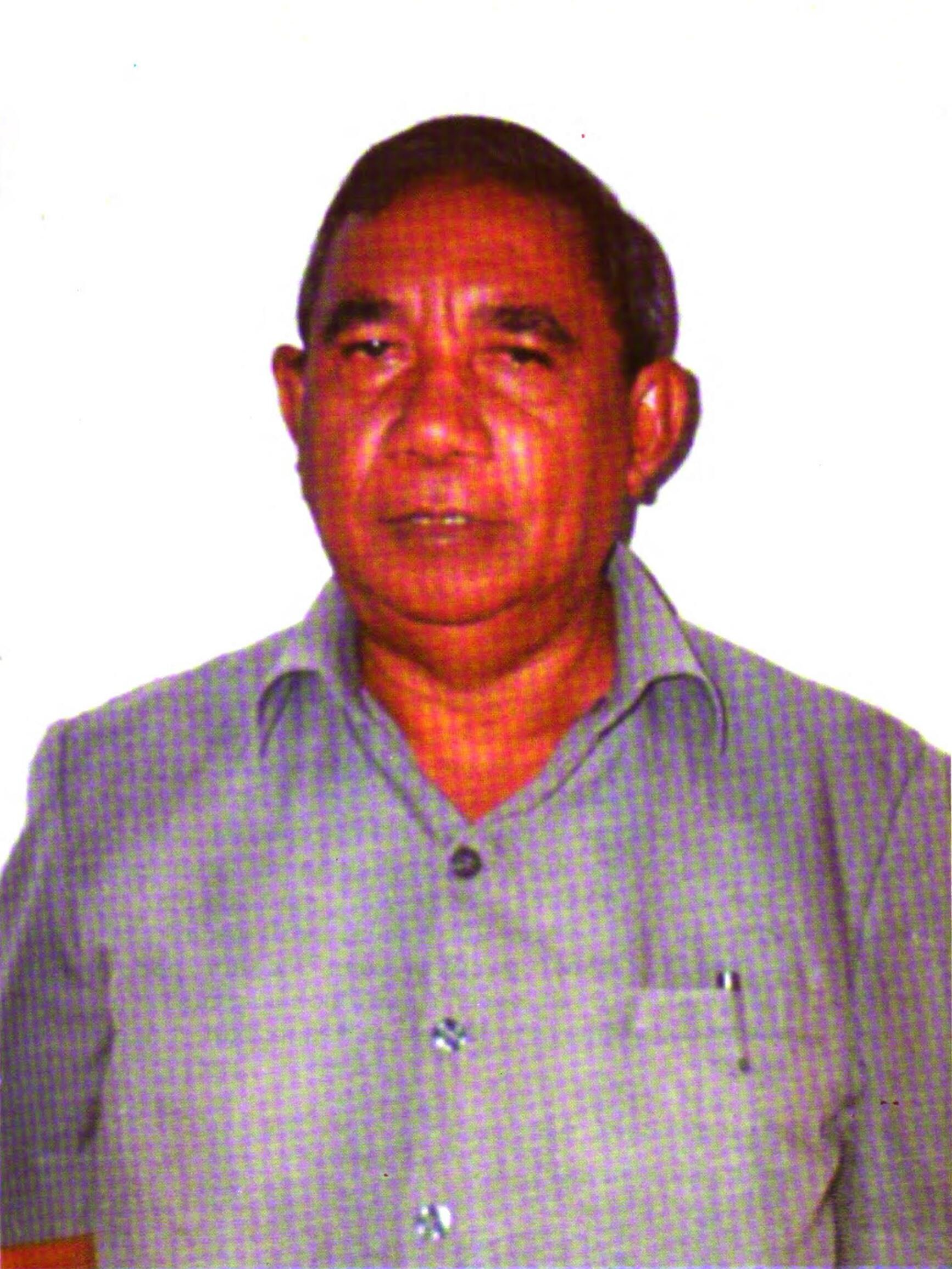
Antonio Freitas Parada (1996)

António Freitas Parada (* 9. Oktober 1935 in Ossu, Viqueque, Portugiesisch-Timor) ist ein osttimoresischer Lehrer, der während der indonesischen Besatzung als Beamter und Politiker für die Besatzungsmacht arbeitete.

## Werdegang
In der portugiesischen Kolonialzeit arbeitete Parada in verschiedenen Teilen der Kolonie als Lehrer. Später wurde Parada in der Kolonialverwaltung Finanzbeamter und gehörte zur APODETI, einer Partei, die sich für den Anschluss von Portugiesisch-Timor an Indonesien einsetzte.
Nach der Besetzung Osttimors durch Indonesien begann er als Beamter für die Provinzregierung Timor Timurs zu arbeiten, wie das Land nun genannt wurde. Unter Antonius Baldinuci Saridjo wurde Parada Dritter Assistent des Sekretärs der Regionalverwaltung. Bei der Abstimmung über das Gouverneursamt im September 1987 unterlag Parada im Rat der Volksrepräsentanten der Provinz (indonesisch Dewan Perwakilan Rakyat Daerah DPRD) dem Amtsträger Mário Viegas Carrascalão mit drei gegen 43 Stimmen. Der dritte Kandidat, der Chef der Behörde für Ackerbau Fernão Verdial erhielt ebenfalls drei Stimmen.
Parada stieg auf zum stellvertretenden Regionalsekretär auf und schließlich am 2. August 1989 zum Sekretär der Regionalverwaltung (Sekretaris Wilayah Daerah, Sekwilda), als Saridjo Vizegouverneur wurde. Parada warb in seiner Amtszeit dafür, mehr Osttimoresen in die Regionalregierung aufzunehmen, in der viele Indonesier saßen.
Bei den Parlamentswahlen 1992 wurde Parada für die Partei Golkar als Mitglied des Rates der Volksrepräsentanten der Provinz nominiert. Er nahm seinen Sitz am 25. Juli 1992 ein. Im Rat wurde er von der Partai Persatuan Pembangunan (PPP), der Partai Demokrasi Indonesia (PDI) und den Vertretern der indonesischen Streitkräfte als Ratsvorsitzender vorgeschlagen. Da Andre Avelino de Sousa, der Kandidat der Golkar, seinen Sitz im DPRD aufgab, blieb Parada als einziger Kandidat übrig und übernahm den Vorsitz.
1995 nahm Parada an einem Treffen in Salzburg zwischen Vertretern der indonesischen Verwaltung Osttimors und Unabhängigkeitsaktivisten im Exil teil. Das Treffen war auf Einladung von UN-Generalsekretär Boutros Boutros-Ghali zustande gekommen.
Von 1997 bis 1999 war Parada für Golkar Mitglied des indonesischen Volksvertretungsrat der Republik Indonesien (DPR). 1999 endete die indonesische Besetzung Osttimors.